# Stefan Hundstrup

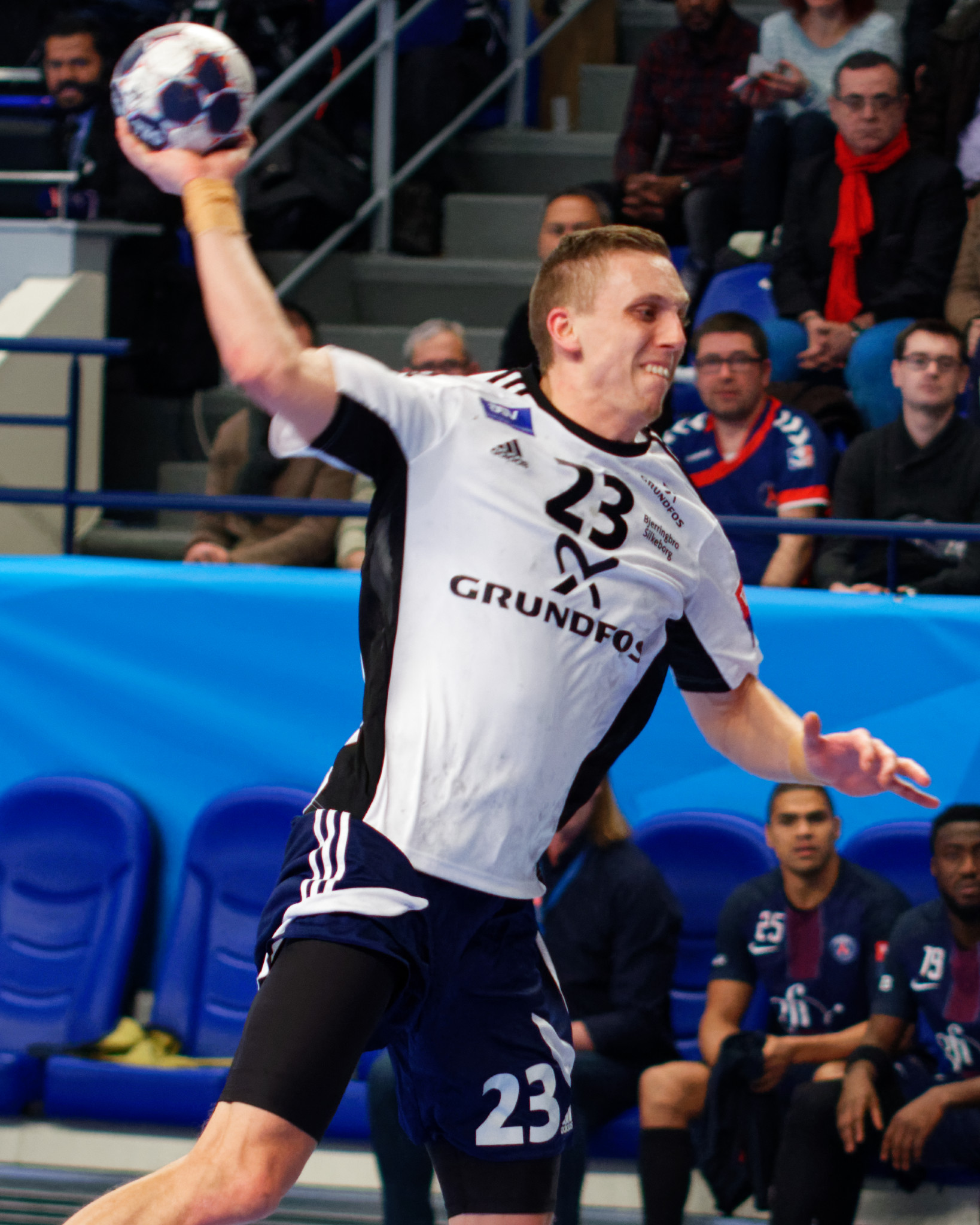
Stefan Hundstrup (2017)

Stefan Hundstrup (* 30. Juni 1986 in Svendborg) ist ein ehemaliger dänischer Handballspieler.
Der 1,93 Meter große und 89 Kilogramm schwere Außenspieler spielte anfangs bei Viborg HK, GOG Svendborg TGI und Tved. Ab dem Jahr 2009 stand Hundstrup bei AG København unter Vertrag, mit dem er 2011 und 2012 die Meisterschaft gewann. Nach dem Konkurs von AGK im Sommer 2012, schloss er sich KIF Kolding an. Mit KIF gewann er 2014 die Meisterschaft. Ab dem Sommer 2014 lief er für Bjerringbro-Silkeborg auf. Mit Bjerringbro-Silkeborg gewann er 2016 die Meisterschaft. Im Dezember 2018 bestritt er sein letztes Pflichtspiel für Bjerringbro-Silkeborg. Nachdem eine Rückenoperation nicht den erwünschten Erfolg gebracht hatte, beendete er im März 2020 seine Karriere.
Für die dänische Nationalmannschaft bestritt er 15 Länderspiele, in denen er 24 Tore warf. Er stand im erweiterten Aufgebot für die Weltmeisterschaft 2011.